# 섬뿔박쥐
섬뿔박쥐 또는 섬관코과일박쥐(Nyctimene major)는 큰박쥐과에 속하는 박쥐의 일종이다. 파푸아뉴기니와 솔로몬 제도에서 발견된다.

## 특징
보통 크기의 박쥐로 전완장이 69~85.5mm이고 몸통 길이가 90~138mm, 꼬리 길이가 18~29mm이다. 몸무게가 최대 100g이고 날개를 폈을 때 길이가 62.7cm이다. 털이 무성하고 양털처럼 부드럽다. 등과 머리는 대체로 갈색빛 회색을 띠고 배 쪽은 밝은 갈색빛 회색부터 짙은 황갈색빛 올리브색까지 다양하다. 암컷이 좀더 어우운 색을 띤다. 등의 척추를 따라 아주 뚜렷하고 거무스레한 갈색 띠가 이어져 있다. 주둥이는 짧고 뭉툭하며 넓다. 눈은 크다.

## 생태
식물 속에 작은 무리를 지어 은신한다. 무화과나무와 김토스토마 파푸아눔(Gymnostoma papuanum)의 꼬투리 등을 먹는다. 8월부터 11월 사이에 새끼를 밴 암컷이 관찰되지만 12월과 1월 사이에는 젖을 먹이는 모습이 관찰된다.

## 분포 및 서식지
비스마르크 제도와 솔로몬 제도, 파푸아뉴기니 해안가의 작은 섬에 널리 분포한다. 해발 최대 900m 이하의 저지대 열대 일차림에서 서식하고 이차림과 농장, 정원에서 관찰되기도 한다.

## 아종
4종의 아종이 알려져 있다.
- N. m. major - 비스마르크 제도의 뉴브리튼섬과 뉴아일랜드섬, 듀크 오브 요크 아일랜즈, 카르카르섬, 카도바섬, 바가백섬, 사카르섬
- N. m. geminus (Andersen, 1910) - 당트르카스토 제도의 퍼거슨 섬과 굿이너프섬, 노르만비섬, 트로브리안드 군도의 앨세스터섬과 키리위나섬, 루이지아드제도의 미시마섬과 타굴라섬, 로셀섬, 시데이아섬
- N. m. lullulae (Thomas, 1904) - 우들라크섬
- N. m. scitulus (Andersen, 1910) - 솔로몬 제도의 부건빌섬과 쇼트랜드섬, 슈아절섬, 콜롬방가라섬, 뉴조지아섬, 렌도바섬, 방구누섬, 케레히카파섬, 산타이사벨섬, 산호르헤섬, 러셀 제도, 과달카날섬, 응겔라 제도, 렌넬섬, 말레이타섬

같은 지역에 함께 서식하는 같은 속의 종으로 관코과일박쥐와 말레이타관코과일박쥐가 있다.